# Ludzie Północy
Ludzie Północy (tytuł oryginału: Northlanders) – amerykańska seria komiksowa stworzona przez scenarzystę Briana Wooda i zilustrowana przez różnych rysowników, ukazująca się w formie miesięcznika od lutego 2008 do kwietnia 2012 w imprincie Vertigo wydawnictwa DC Comics. Ukazało się 50 zeszytów. Po polsku Ludzi Północy opublikowało wydawnictwo Egmont Polska w latach 2018–2019 w formie trzech tomów zbiorczych.

## Fabuła
Akcja serii rozgrywa się średniowieczu na północy Europy i składa się z krótkich opowieści o różnych wikingach – kobietach i mężczyznach – stawiających czoło swoim rodakom, obcym plemionom i zwykłym wyzwaniom codzienności.

## Tomy zbiorcze
| Tom | Tytuł i rok wydania polskiego | Tytuł i rok wydania oryginalnego | Zeszyty wchodzące w skład tomu            | Rysownicy                                                                          |
| --- | ----------------------------- | -------------------------------- | ----------------------------------------- | ---------------------------------------------------------------------------------- |
| 1   | Saga anglosaska (2018)        | The Anglo-Saxon Saga (2016)      | Northlanders #1–16, 18–19, 41             | Davide Gianfelice, Ryan Kelly, Dean Ormston, Marion Churchland, Danijel Zezelj     |
| 2   | Saga islandzka (2018)         | The Icelandic Saga (2016)        | Northlanders #20, 29, 35–36, 42–50        | Fiona Staples, Danijel Zezelj, Becky Cloonan, Paul Azaceta, Declan Shalvey         |
| 3   | Saga europejska (2019)        | The European Saga (2016)         | Northlanders #17, 21–28, 30–34, 37–39, 40 | Vasilis Lolos, Leandro Fernández, Riccardo Burchielli, Simon Gane, Matthew Woodson |